# Pont ferroviaire de la vallée de l'Enz

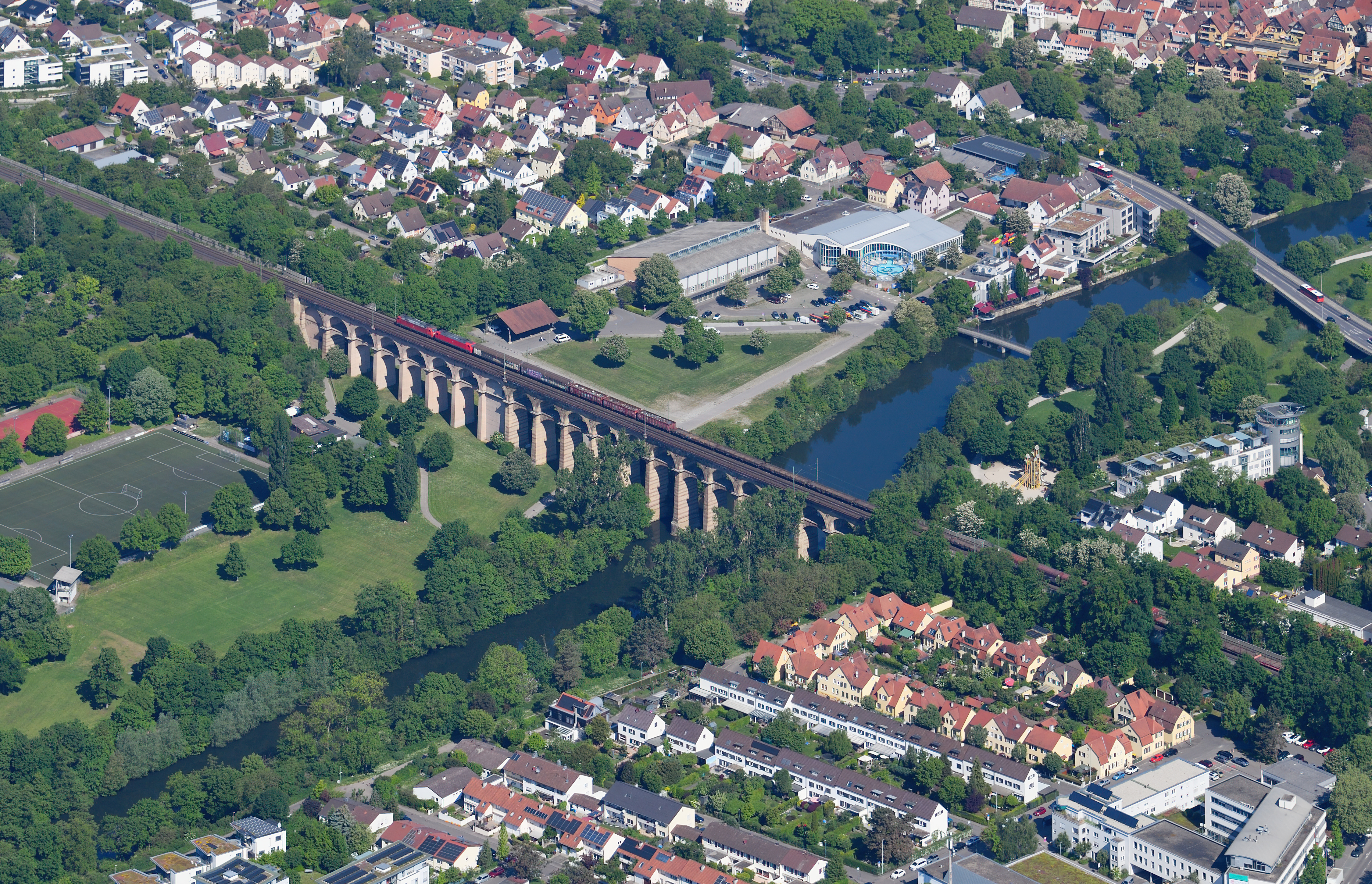
Vue aérienne du pont ferroviaire de la vallée de l'Enz

Le pont ferroviaire de la vallée de l'Enz  (Bietigheimer Eisenbahnviadukt) est un viaduc ferroviaire établi sur le cours de l'Enz à Bietigheim-Bissingen, en Allemagne. 

## Historique
Le pont est construit de 1851 à 1853 sur la ligne de chemin de fer reliant Bietigheim à Bruchsal sous la direction de Karl Etzel. 
Six arches ont été détruites à la fin de la Seconde Guerre mondiale. Un pont auxiliaire a alors été ouvert le 1er août 1945, dont seules des fondations sont encore visibles. Les piles endommagées ont été réparées plus tard ; une des arches a dû être refaite complètement en béton.

## Caractéristiques
Cet ouvrage est une construction maçonnée en pierre comportant deux étages d'arches. Il compte 21 arches et mesure environ 287 mètres de long et 33 mètres de haut. .

## À proximité
Proche du pont se trouve le parc des fêtes de Bietigheim-Bissingens, où se tient chaque année au début de septembre une fête de la bière, le Bietigheimer Pferdemarkt (Marché au cheval de Bietigheim).